# Nikolaï Alexandrovitch Sergueïev

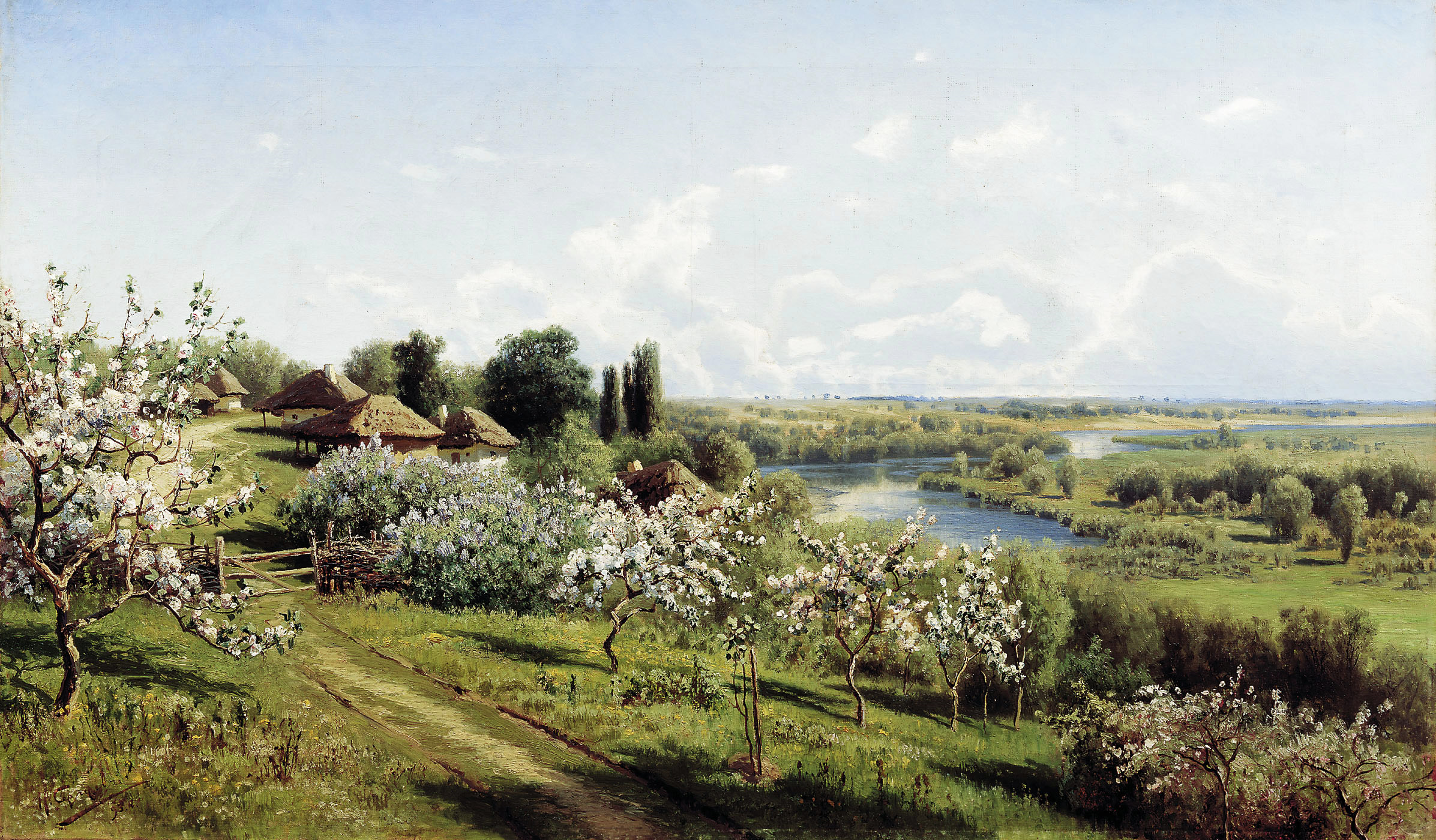
Nikolaï Sergueïev : Pommiers en fleurs en Ukraine.

Nikolaï Alexandrovitch Sergueïev (en russe : Николай Александрович Сергеев) est un peintre russe paysagiste, membre d'honneur de l'Académie russe des beaux-arts (depuis l'année 1887).

## Biographie
Il est né dans l'Empire russe à Kharkov en 1855. Il apprend la peinture auprès d'un professeur réputé de l'académie russe des beaux arts  et peintre de l'école de peinture de Cimmérie, Lev Lagorio. Parmi ses meilleures toiles : Rivière disparue, Juin, Élégie, Le Nuage,  Le vent se renforce, La Steppe, Les Étoiles, Le Golfe du Dnieper. Ses tableaux surprennent par leurs effets de lumières.
En 1889, il est décoré de l'ordre de Saint-Stanislas de 3e degré pour la promotion des activités dans le domaine artistique.
En 1910 Sergueïev devient académicien de la peinture de paysage. Nikolaï Alexandrovitch Sergueïev meurt en 1919.

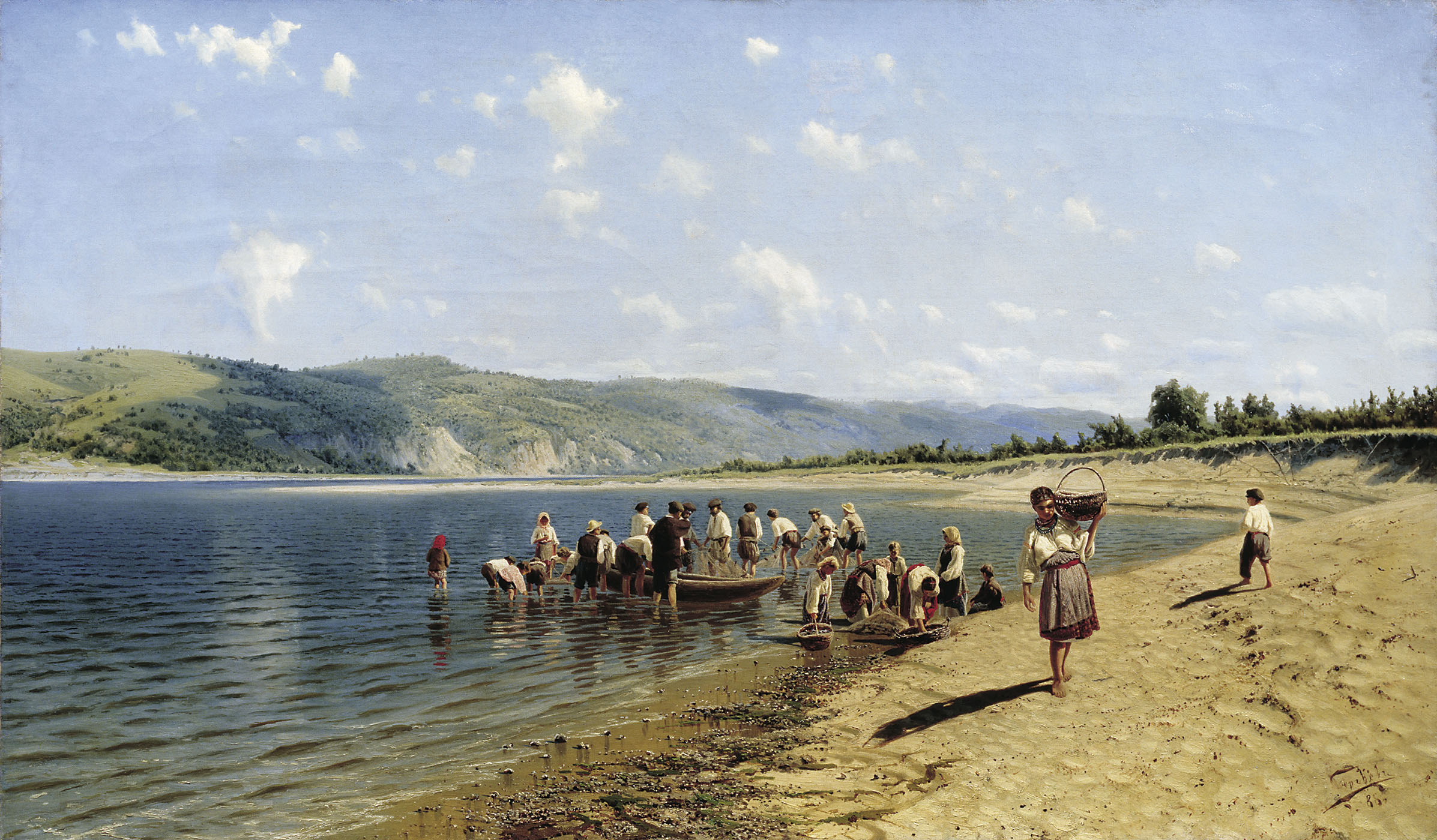
Pêche sur le Dniepr, musée régional d'art d'Irkoutsk
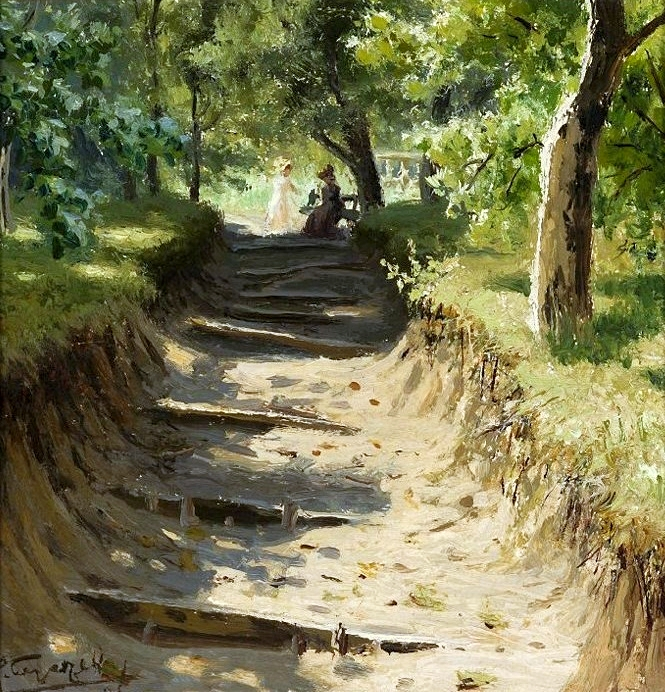
Allée dans un jardin